# Neuhof (Zehdenick)

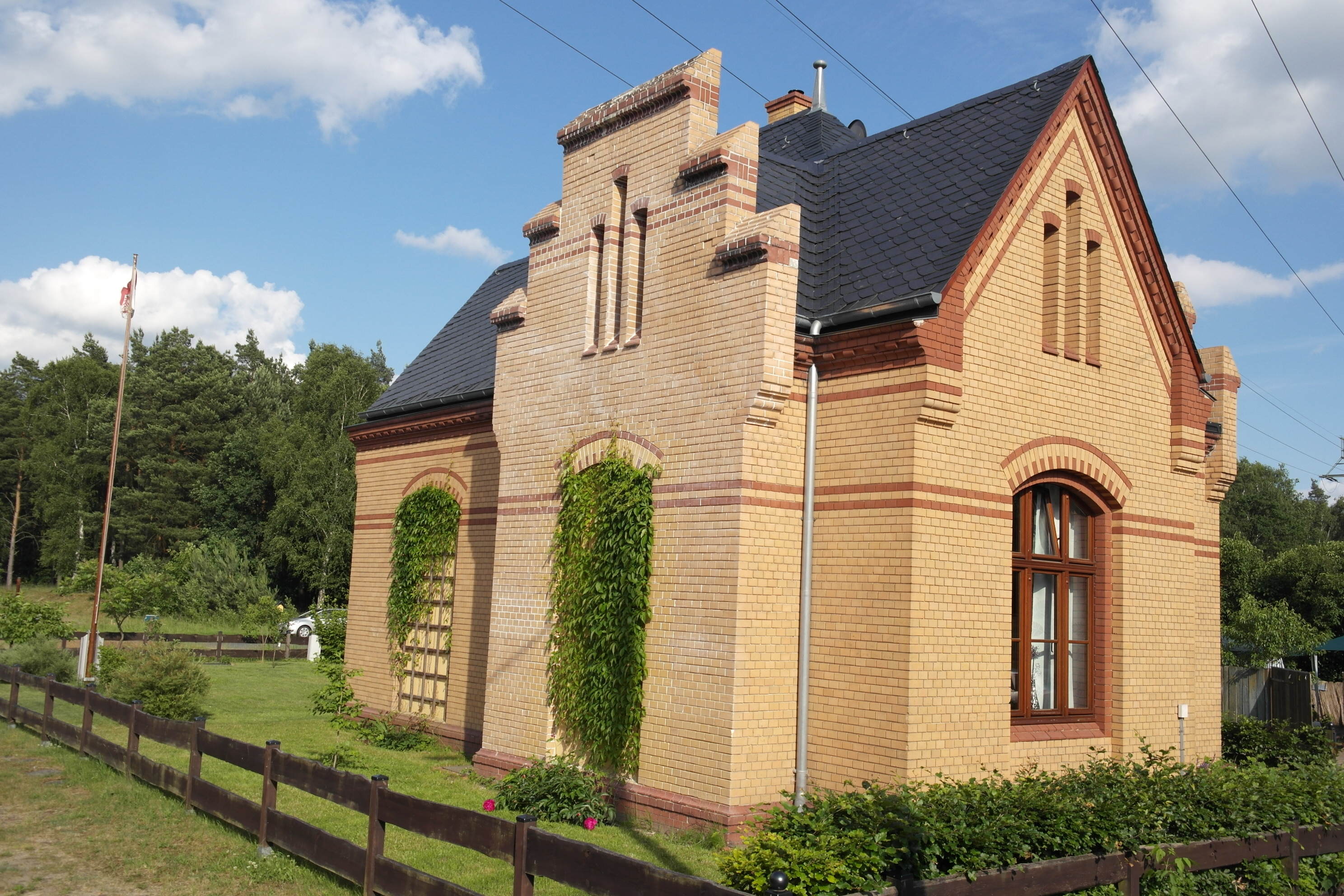
Bahnhof Zehdenick-Neuhof, Baudenkmal. „Kaiserbahnhof“

Neuhof ist ein Wohnplatz auf der Gemarkung der Stadt Zehdenick im Landkreis Oberhavel (Brandenburg). Er entstand um 1725 aus einem Vorwerk, das durch Umwandlung einer Zaunsetzerstelle am Großen Wildzaun in der Zehdenicker Heide eingerichtet worden war.

## Geographische Lage
Neuhof liegt im nördlichen Teil der Gemarkung der Stadt Zehdenick, ungefähr 3 km von der Kernstadt Zehdenick entfernt. Nördlich, westlich und südwestlich liegt als Folge des Tonabbaus eine sogenannte „Tonstichlandschaft“.

## Geschichte
Um 1660 begann der Große Kurfürst mit dem Wiedererrichten des bereits Mitte des 16. Jahrhunderts angelegten und im Dreißigjährigen Krieg zerstörten oder verfallenen sog. „Großen Wildzauns“ von der Havel bis zur Oder, um das Wild am Abwandern nach Mecklenburg oder dem Überwechseln auf das nördlich davon liegende Kulturland zu hindern. Zur Instandhaltung dieses Zauns wurden entlang des Wildzaunes insgesamt 12 Zaunsetzerstellen geschaffen. Eine Stelle übernahm der Schulze von Ziethen gegen Lohn, die übrigen wurden durch Rodung in dem großen Waldgebiet neu angelegt.

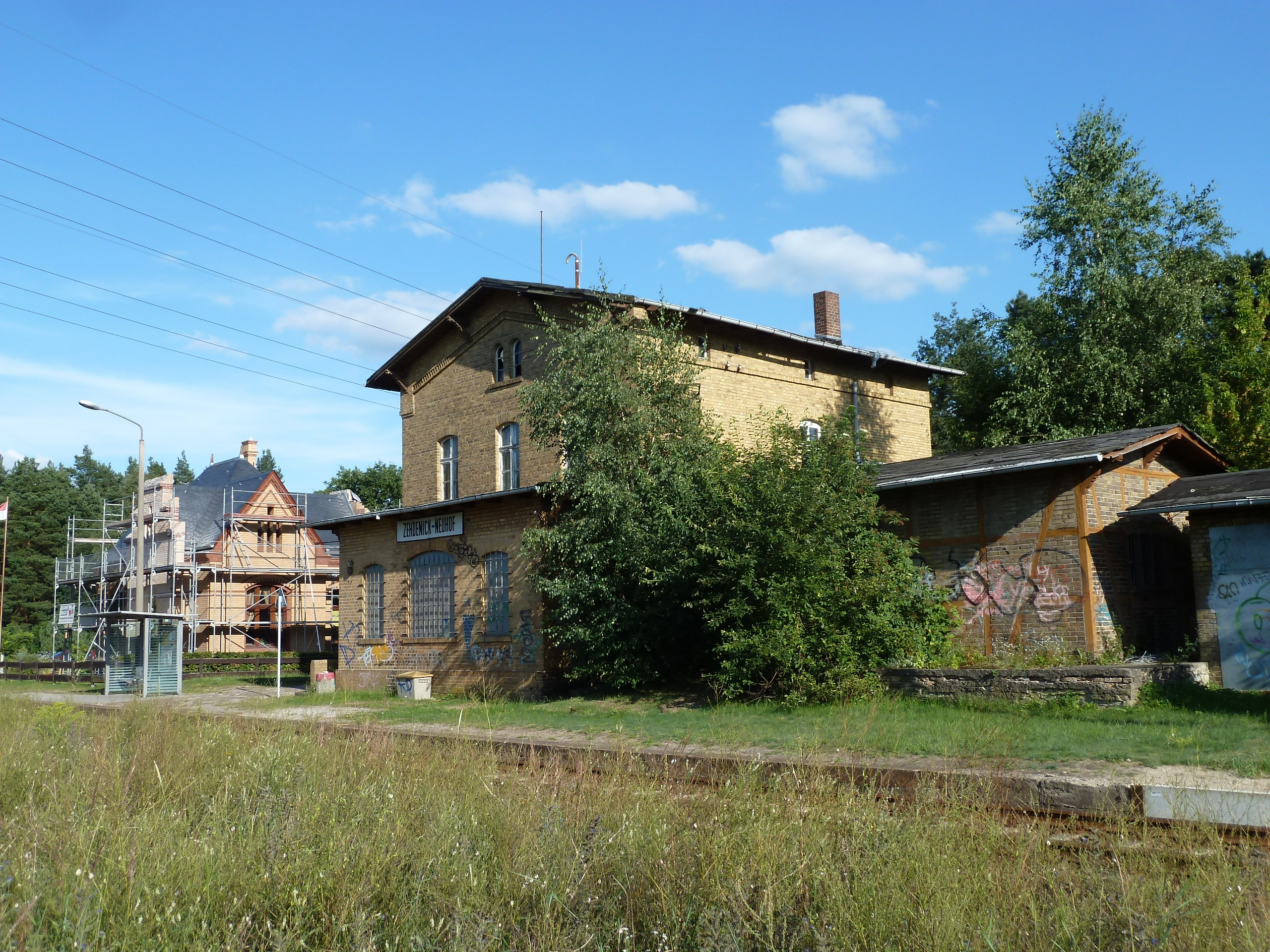
Bahnhof Zehdenick-Neuhof, denkmalgeschützte Empfangsgebäude

1706 wurde der Zaunsetzer bzw. der kleine Hof des Zaunsetzers auf dem „Camp“ erstmals genannt. Wann die Stelle tatsächlich geschaffen wurde, ist nicht überliefert. Der „Camp“ gehörte dem Kloster Zehdenick. Es ist völlig unklar, ob hier ursprünglich einmal ein Dorf stand, oder ein Wirtschaftshof des Klosters. Wahrscheinlich letzteres, denn bereits 1590 ist der Name „Newenhoff“ überliefert. Auch ist nicht bekannt, wann der „Camp“ in den Besitz des Klosters kam, und wer der Vorbesitzer war. Mit der Säkularisation des Klosters Zehdenick und der Einrichtung des Amtes Zehdenick, wurde der „Camp“ wieder landesherrlich. Seit 1715 hatte Bernd Amerlahn die Zaunsetzerstelle auf dem „Camp“ inne. Er hatte damals 22 Morgen Acker, 10½ Morgen Wiese (1 Morgen zu 400 Quadratruten). Er hielt 10 Kühe. 1721 wurde der Plan gefasst, die Zaunsetzerstellen zu Vorwerken auszubauen. Dazu sollte zu den bereits gerodeten Flächen noch weiteres Heidegebiet geräumt werden. Bis 1723 scheint dieser Plan umgesetzt worden zu sein, denn das Vorwerk wurde daraufhin einem Mann namens Krause verpachtet. Insgesamt umfasste das Vorwerk damals 103 Morgen Land (ein Morgen zu 180 Quadratruten), davon waren 83 Morgen Acker, 19 Morgen Wiese und 1 Morgen Garten. 1755 hatte das Vorwerk 109 Morgen Land, darunter auch 6 Morgen Koppeln, auf denen 12 Kühe und 6 Stück Güstevieh gehalten wurde. Es wurden Schweine und Federvieh gehalten. Das Vorwerk war zwischen 1765 und 1775 in Erbpacht ausgegeben worden. 1775 hatten sich bereits drei Büdner oder Einlieger angesiedelt; 1777 lebten hier 17 Personen. Bis 1840 waren neben dem Vorwerk bereits vier Wohnhäuser entstanden, und es wohnten schon 68 Personen in Neuhof. 1861 lebten auch zwei Schiffer in Neuhof, jeder besaß ein Segelschiff. Auch ein Zimmermann hatte sich angesiedelt. Bis 1884 war Neuhof ein selbständiges „Etablissement“, bevor es dann in den Gutsbezirk Forst Zehdenick eingegliedert wurde. 1888 wurde die Bahnlinie zwischen Löwenberg und Templin eröffnet. In Neuhof wurde ein Bahnhof angelegt, darunter auch der sog. Kaiserbahnhof. Für das Jahr 1907 ist auch ein Gastwirt belegt. Bei den Brückenbauarbeiten für die Bahnlinie über die Havel wurden u. a. auch bei Neuhof große Tonvorkommen entdeckt. Im Raum Zehdenick entstanden insgesamt 23 Ziegeleien. Bis 1911 war der Raum Zehdenick mit einer Jahreskapazität von etwa 700 Millionen Hintermauerungsziegeln einer der größten Ziegelproduktionsstandorte in Deutschland geworden. 1925 hatte der Ort 127 Einwohner. 1929 wurde der Gutsbezirk Forst Zehdenick aufgelöst und in Zehdenick eingegliedert. 1931 gab es in Neuhof noch drei Ziegeleien. Neuhof wurde in den 1950er Jahren ein Ortsteil von Zehdenick. Heute ist Neuhof ein Wohnplatz der (Kern-)Stadt Zehdenick.